# Sönnersjön
Sönnersjön är en sjö i Ånge kommun i Medelpad och ingår i Delångersåns huvudavrinningsområde. Sönnersjön ligger i Spångmyran-Röjtjärnsmyran Natura 2000-område.